# Reimberg
Reimberg (lb. Rëmmereg) – wieś (Uertschaft) w zachodnim Luksemburgu, w kantonie Redange, w gminie Préizerdaul. Do 3 października 2015 miejscowość leżała w dystrykcie Diekirch. Liczy 238 mieszkańców (31 grudnia 2022). 